# 立川俊之
立川俊之（假名：たちかわ としゆき，羅馬拼音：Toshiyuki Tachikawa，1966年4月17日—）是日本的歌手及音乐家。出生于埼玉县草加市。前大事MAN兄弟樂團，现任大事MAN兄弟管弦樂團主唱。目前已婚。

## 生平事跡
1982年，他与戸村公彦和田岡広宣组成“Around Midnights”乐队。1988年，山田哲生加入了該樂團並更名为“大事大人兄弟樂團”。
1990年更名为“大事MAN兄弟樂團”。
1991年1月25日，在Fun House進行主要首演。第三张单曲《最重要的事》大获成功，并于1992年3月获得日本金唱片大奖最佳V新人奖。該單曲实际销量突破180万，1992年位居第4位。
1992年7月调到日本古倫美亞。
1994年9月21日，发行首张个人专辑《Theatrical Songs》。
他还在广播中作为TBS電台“Pack in Music 21”和静冈广播系统（SBS）广播“RADICAL MONSTER”（1996年4月 - 1997年3月）的電台主持人。
1996年，在大事MAN兄弟乐队解散后，他与小牟田聡组成了“TT. Charlie”。次年，1997年的开场主题曲“巴黎是爱之城”在NHK教育頻道“天才兒童MAX”上公布。
2002年组建“TT ORCHESTRA”乐队，并于2004年发行了為雅典残奥会日本选手助威的歌曲《最大のピンチは絶好のチャンス》。
2007年开始个人活动。进行了Acoustic Live等。同年12月7日，发行了个人专辑《DAY BY DAY》。
2009年1月，在官网宣布组建“大事MAN兄弟管弦樂團”。
2011年5月20日，他爲了纪念出道20周年，发行原声个人专辑《Restart From The Basic》。
2012年6月6日，发行了第二张个人专辑《I'm The One》。
2012年11月1日，在iTunes上發佈了2012年版圣诞歌曲《Under The Christmas Tree》。
2012年11月成立了Ts office有限公司，就任代表董事
2013年4月1日，发行了第三张个人专辑《No Meaningful Life》。
2016年4月13日，发行了首张25周年纪念专辑《喜樂人生》。录制了《最重要的事》的对答曲《神様は手を抜かない》。
2021年8月25日爲了紀念《最重要的事》的30周年紀念，发布了《最重要的事2021》。

## 在媒体中出演

### 電視節目
- 毒舌糾察隊（2006年10月19日，朝日电视台）- 作为特邀嘉宾出现在歌唱艺人节目中。
- 歌之天堂（2011年1月9日，东京电视台）- 表演
- しくじり先生 俺みたいになるな!!（2015年1月29日，朝日电视台）- 以“一個忘記什麼是重要的老師（何が大事か分からなくなっちゃった先生）”的身份出演。

### 綫上直播
- 在田中圭24小时电视（2018年12月15日 - 12月16日， AbemaSPECIAL2 ）- 作为惊喜嘉宾出现，為田中圭加油。[2]